# Parafia św. Apostołów Piotra i Pawła w Judzikach
Parafia św. Apostołów Piotra i Pawła w Judzikach – rzymskokatolicka parafia leżąca w dekanacie Olecko - Niepokalanego Poczęcia NMP należącym do diecezji ełckiej..
Przed zakończeniem II wojny światowej teren parafii zamieszkiwali wierni wyznania ewangelicko-augsburskiego. Po 1945 r. miało miejsce zasiedlanie obszaru przez Polaków wyznania rzymskokatolickiego, przybywających głównie z Suwalszczyzny. 1 lipca 1991 r. biskup warmiński Edmund Piszcz założył parafię w Judzikach. Świątynię parafialną zaczęto budować w 1992 r. W Roku Jubileuszowym 2000 kościół został oddany do użytku i uroczyście poświęcony. Po ustanowieniu przez papieża Jana Pawła II 25 marca 1992 r. na mocy bulli Totus Tuus Poloniae populus diecezji ełckiej parafia weszła w skład nowo utworzonej diecezji.